# Onitis mendax
Onitis mendax là một loài bọ cánh cứng trong họ Bọ hung (Scarabaeidae).